# Molendoa schliephackei
Molendoa schliephackei är en bladmossart som beskrevs av Richard Henry Zander 1993. Molendoa schliephackei ingår i släktet klyftmossor, och familjen Pottiaceae. Inga underarter finns listade i Catalogue of Life.